# Tae Satoya
Tae Satoya (里谷 多英, Satoya Tae), née le 12 juin 1976 à Nagano, est une skieuse acrobatique japonaise, spécialisée dans la discipline du freestyle. Elle a notamment remporté le titre olympique de la discipline lors des Jeux olympiques de 1998 chez elle à Nagano. Elle a aussi remporté la médaille de bronze aux Jeux olympiques d'hiver de 2002 à Salt Lake City aux États-Unis. Elle a également participé à trois autres éditions des Jeux d'hiver en 1994, 2006 et 2010.

## Palmarès

### Jeux olympiques d'hiver
- Championne olympique lors des Jeux olympiques d'hiver de 1998 à Nagano ( Japon)
- Médaillée de bronze olympique lors des Jeux olympiques d'hiver de 2002 à Salt Lake City ( États-Unis)